# ホリデー・パス

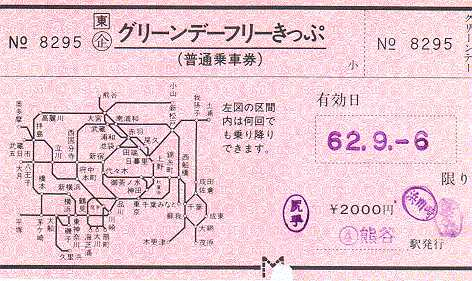
「ホリデー・パス」の原型となった「グリーンデーフリーきっぷ」

ホリデー・パスは、かつて東日本旅客鉄道（JR東日本）が発売していた特別企画乗車券（トクトクきっぷ）。フリー区間を延伸した「休日おでかけパス」の発売開始に当たり、2012年3月11日利用分を以って発売を終了した。
本項目では同じくかつて発売されていたスーパーホリデー・パスおよびツーデー・パス、2009年夏期以降期間限定で発売されるツーデーパスについても説明する。

## 概要
東京都内のJR東日本全路線と、隣接する近郊6県（神奈川県・埼玉県・千葉県・栃木県・茨城県・山梨県）のJR東日本の一部路線（後述）の普通列車（快速含む）の普通車自由席および、東京臨海高速鉄道りんかい線、東京モノレール羽田空港線に乗車できる。
特急・急行列車および東北・上越新幹線は特急券や急行券を購入することで乗車できる。また指定席への乗車は座席指定券が、グリーン車への乗車はグリーン券の購入がそれぞれ条件となる。

### 利用可能日
- 土曜・休日および大型連休（4月29日 - 5月5日）、夏休み期間（7月20日 - 8月31日）、および年末年始（12月29日 - 1月3日）のうちの1日間。

### 発売
- 発売は通年で行われ、使用日の1か月前より発売する。ただし近距離用の自動券売機では当日分のみを発売。
- フリーエリア内のJR東日本のみどりの窓口、びゅうプラザ、一部の指定席券売機、自動券売機および東京モノレールの自動券売機で発売。ただし、フリーエリア内ながら東京臨海高速鉄道りんかい線の駅では発売されない。
- 発売額：2,300円（小児半額、2010年5月時点）
- 窓口発売の常備券も存在し、過去に何種類かのデザインがあったことが確認されている。

## 有効区間
フリーエリアの東西および南北の端になる駅と路線を以下に記す（平塚から反時計回り。＊印が終端駅でない境界駅）。
- 東日本旅客鉄道
  - 川越線：高麗川駅＊
  - 中央本線：大月駅＊
  - 青梅線：奥多摩駅
  - 五日市線：武蔵五日市駅
  - 総武本線：成東駅＊
  - 横須賀線：久里浜駅（全線）
  - 東海道本線：平塚駅＊
  - 東北本線（宇都宮線）：小山駅＊
  - 高崎線：熊谷駅＊
  - 常磐線：土浦駅＊
  - 外房線：茂原駅＊
  - 内房線：木更津駅＊
  - 成田線：成田駅＊（成田空港駅、空港第2ビル駅と成田 - 安食 - 我孫子間もフリーエリアである）
  - 八高線：高麗川駅＊
  - 東金線：成東駅＊
- 東京臨海高速鉄道りんかい線（全線）
- 東京モノレール（全線）

## 備考
- 東海旅客鉄道（JR東海）東海道新幹線は利用できない旨が記されている。
- 乗車した列車が翌日に跨って運転される場合はフリー区間内の最終停車駅まで乗車できる。
- トレン太くん（レンタカー）が利用できる。
- 2003年5月25日使用分までは、東京臨海高速鉄道りんかい線および東京モノレールはフリーエリアに含まれず、発売額は大人2,040円であった[2]。なお、両線がフリーエリアに含まれた関係で発売額は260円の値上げとなった[2]。
- 毎年夏休みに開催されるポケモンスタンプラリーの設置駅は、ホリデー・パスのエリア内にある。
- 後継の休日おでかけパスは、2011年春期に大人の休日倶楽部会員限定で発売されていた。範囲拡大のため、発売額は300円の値上げとなる。

## スーパーホリデー・パス
1992年からエリアを東京駅から約150キロ圏内に拡大した「スーパーホリデー・パス」が発売された。エリアの拡大を重ねたが2001年11月限りで廃止された。

### 廃止当時の有効区間
熱海駅から反時計回りに記載。現行の「ホリデー・パス」に含まれる路線は省略。
- 東海道本線：熱海駅
- 伊東線・伊東駅（全線）
- 内房線・外房線：安房鴨川駅（全線）
- 久留里線：上総亀山駅（全線）
- 総武本線・成田線：銚子駅（全線）
- 鹿島線：鹿島サッカースタジアム駅（全線）
  - 房総地区は全線がエリア内であった。
- 常磐線：大津港駅
- 水郡線：常陸太田駅・常陸大子駅
- 水戸線：全線
- 烏山線：烏山駅（全線）
- 東北本線（宇都宮線）：黒磯駅
- 東北新幹線：那須塩原駅
- 日光線：日光駅（全線）
- 両毛線：全線
- 上越線：土合駅
- 上越新幹線：上毛高原駅
- 吾妻線：大前駅（全線）
- 信越本線：横川駅
  - 北陸新幹線（高崎 - 長野間）先行開業前は小諸駅
- 北陸新幹線（旧通称：長野新幹線）：佐久平駅
- 八高線：全線
- 小海線：全線（路線自体が端にあたる）
- 中央本線：小淵沢駅

なお、2008年10月10日から同年12月27日までの期間限定で、上記と同じ区間を対象に新幹線や特急列車の自由席の利用を可能にした「週末日帰りパス」が発売され、2009年には同区間に一部の私鉄線が利用可能になったものが発売されている。

## ツーデーパス

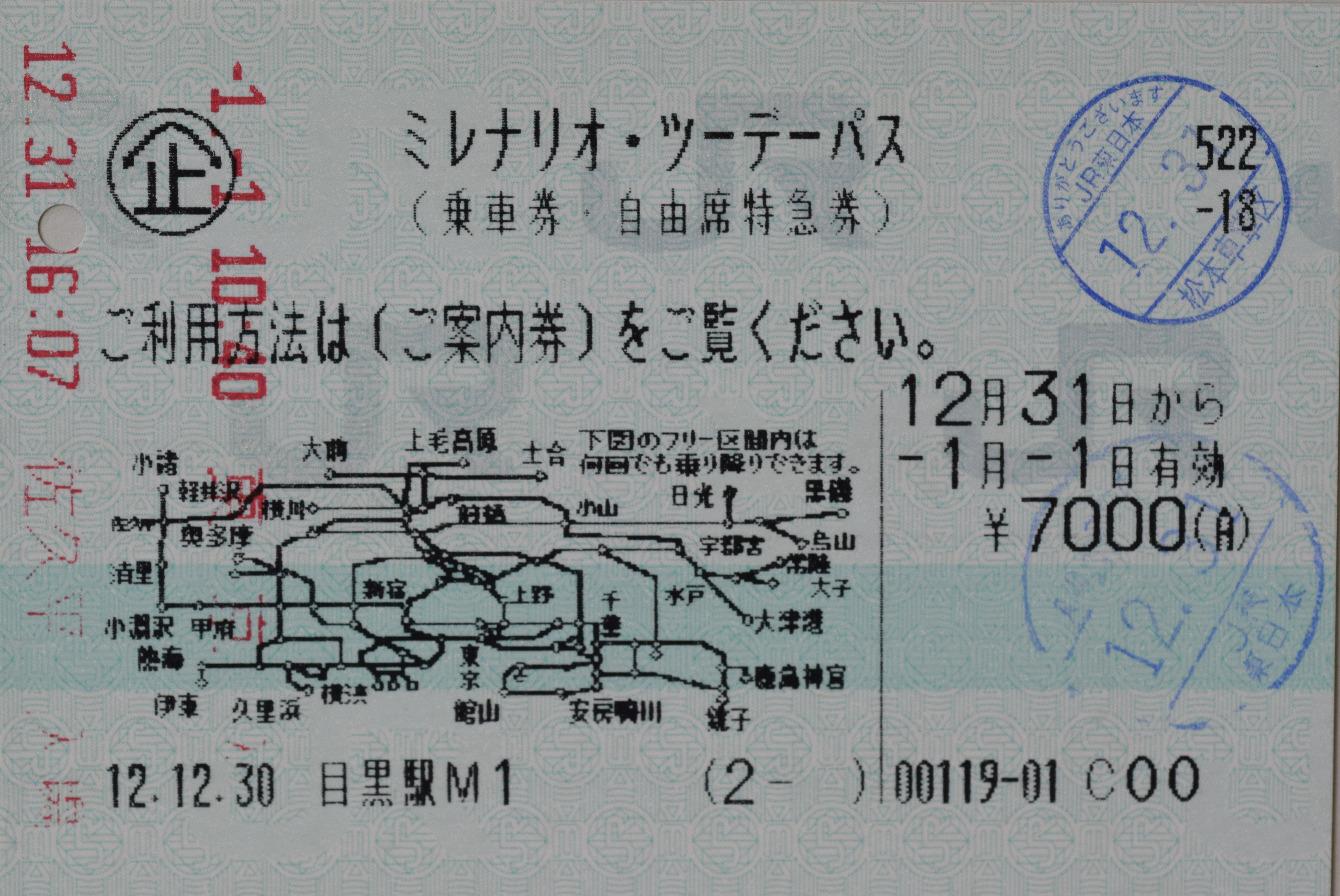
ミレナリオ・ツーデーパス

1995年からはスーパーホリデー・パスと同じエリアで2日間有効の「ツーデー・パス」も発売（発売額は6,120円）されていた。2001年11月末をもって発売終了。
2009年夏期と2010年春期には、有効区間が過去の「ツーデー・パス」より拡大された「ツーデーパス」を発売した。エリアは限定されているが、学生および大人の休日倶楽部会員、小児の1日分の価格は青春18きっぷよりも安く、特急券を別途購入すれば特急や新幹線にも乗車可能であり、私鉄・第三セクターなどの一部路線が有効区間に含まれていることも特徴の一つである。
また、2000年-2001年のミレニアムに合わせて2000年12月31日の大晦日～2001年1月1日の元日にかけてのみ有効のミレナリオ・ツーデーパスが発売されたこともある。

### 2009年夏期発行「ツーデーパス」の有効区間
発売期間は2009年6月20日から9月26日。利用期間は7月20日から8月31日まで、および9月の土・日曜日と連休時の連続する2日間。
発売価格は、大人 5,000円、学生および大人の休日倶楽部会員 3,500円、小児 2,000円。利用者数はJR東日本によると延べ23万人であった。

#### 自社線内
熱海駅から反時計回りに記載。現行の「ホリデー・パス」に含まれる路線は省略。
- 東海道本線：熱海駅
- 伊東線：伊東駅（全線）
- 内房線・外房線：安房鴨川駅（全線）
- 久留里線：上総亀山駅（全線）
- 総武本線・成田線：銚子駅（全線）
- 鹿島線：鹿島サッカースタジアム駅（全線）
- 常磐線：いわき駅
- 磐越東線：全線
- 水郡線：全線
- 水戸線：全線
- 烏山線：烏山駅（全線）
- 東北本線・東北新幹線：郡山駅
- 磐越西線：郡山駅 - 会津若松駅間
- 只見線：会津若松駅 - 西若松駅間
- 日光線:日光駅（全線）
- 両毛線：全線
- 上越線：六日町駅
- 上越新幹線：越後湯沢駅
- 吾妻線：大前駅（全線）
- 信越本線：横川駅
- 北陸新幹線（長野新幹線）：上田駅
- 八高線：全線
- 小海線：全線
- 中央本線：下諏訪駅

#### 他社線
- 北越急行：ほくほく線六日町駅 - まつだい駅間
- 会津鉄道：会津線西若松駅 - 会津田島駅間
- 上田電鉄：別所線上田駅 - 別所温泉駅間（全線）
- 鹿島臨海鉄道：大洗鹿島線鹿島サッカースタジアム駅 - 水戸駅間（全線）
- 富士急行：大月線・河口湖線大月駅 - 河口湖駅間（全線）
- 京浜急行バス：久里浜駅・京急久里浜駅 - 久里浜港間
- 東京湾フェリー：久里浜港 - 浜金谷港間

### 2010年春期発行「ツーデーパス」の有効区間
発売期間は2010年2月1日から4月3日。有効区間は前述の「ツーデーパス」2009年夏期区間から拡大し、下記の区間も追加となった。発売価格は一部変更され、大人5,500円、学生および大人の休日倶楽部会員4,000円、小児発売額は2009年発行分と同額である。利用期間は2010年2月の土曜・休日と2月11日 - 2月14日、3月20日 - 4月4日の毎日。ただし、3月14日までの日曜日と4月4日を利用開始日とする設定はない。

#### 有効区間追加エリア
自社線内
- 磐越西線：会津若松駅 - 喜多方駅間
- 只見線：西若松駅 - 会津柳津駅間

他社線
- いすみ鉄道：いすみ線大原駅 - 上総中野駅間（全線）
- 小湊鉄道：五井駅 - 上総中野駅間（全線）
- 銚子電気鉄道：銚子駅 - 外川駅間（全線）
- しなの鉄道：軽井沢駅 - 上田駅間